# 汶上县
汶上县是中国山东省济宁市所辖的一个县，西邻京杭大运河。
縣人民政府駐汶上镇明星路中段。
汶上縣境內有大汶河，小汶河流經北部以及西部，又有泉河等河流流經中東部而後匯流到小汶河，包括縣域下面的地下水也全部源於汶水的補給，汶上整個縣域地處汶水之上，因此得名汶上。

## 行政区划
汶上县下辖3个街道办事处、11个镇、1个乡：
中都街道、汶上街道、南站街道、南旺镇、次丘镇、寅寺镇、郭楼镇、康驿镇、苑庄镇、义桥镇、郭仓镇、白石镇、杨店镇、刘楼镇和军屯乡。

## 交通
- 105国道、 342国道过境。

## 历史沿革
- 汶上县境内约在15000年前，即有华夏先民在此繁衍聚居。位于城东3千米的东贾柏遗址，是济宁境内已发现的最早的新石器时代人类文化遗址，距今约7000年左右，是北辛文化的重要代表，属于原始社会母系氏族公社的发展阶段。

- 至商代，境内置厥国。

- 周代，境内先后置郕国，中都邑、阚邑；周武王封同母弟叔武于郕；公元前501年，“鲁定公以孔子为中都宰[3]”；

- 战国时，齐置平陆邑。

- 秦统一中国，行郡县制，县境内约分属薛郡的张县。

- 汉宣帝甘露二年（前52年）前后，境内始置东平陆县，隶属兖州东平国。此为汶上建县之始。

- 三国魏晋，今县境统属兖州东平国（郡）东平陆县。

- 南朝时改称平陆县、乐平县。

- 隋初仍称平陆县。

- 唐天宝元年（742年）三月，改称中都县，移县城于今治。

- 金贞元元年（1153年）更名汶阳县。金泰和八年（1208年），取“汶水在上（北）”之意，更名汶上县，此为“汶上”专用地名之始，沿用至今。

- 明万历年间，汶上境域，北至东平界沙河站张村，东至宁阳县界西梳村，南至济宁州界康庄驿，西至郓城县界肖皮口，西北至安山西面的张博士集（今属梁山县），西南至孟姑集以西申家海（今属嘉祥县），东南至南唐阳，东北至琵琶山。最大横距75公里，最大纵距35公里。此县界明清时稳定时间较长，境域也较大，约为今县境的2.5倍。

- 中华民国大陆时期，汶上县面积1380平方公里，为山东省较大县之一，曾有“一滕二曹三汶上”之说。
- 中华人民共和国时期，1950年5月，改属泰安专区；

1953年7月，改属济宁专区；
1983年10月，再属泰安地区；
1985年5月，复归属济宁市。

## 地理

### 地貌
汶上县地处鲁中低山丘陵与鲁西平原交接地带，地处山东省西南部，境内山丘属泰沂山系，多为东南西北走向，纯山面积31平方公里，主要昙山、太白山（水牛山）、卧佛山、彩山、九峰山等。太白山醉似卧牛，亦叫水牛山，有摩崖石刻，唐代大诗人李白曾到此观赏，因此得名。

汶上县东北属古老泰山隆起的残丘低岭，西南部属古大野泽，梁山泊东畔，整个地势由东北缓顷西南，至高点为昙山顶峰，海拔171.7米；最低点在蜀山湖湖底，海拔36.5米，中部地势平坦，为黄河冲击平原，土层厚、土质好。

汶上县版图面积8.77万公顷，其中耕地5.65万公顷，占64%。

### 气候
汶上县属温带大陆性季风气候区，光照充足，四季分明，无霜期长，降水年季变化大，春季多南风，少雨干旱，由于气温回升快，季末高温，常出现干热风，形成春旱；夏季多东南风，天气炎热，降雨集中，日照时间长，湿度大，有利于作物生长；秋季光照充足，昼夜温差大，降水量30年平均628毫米，因东南风和西北风频繁互易，常出现秋旱和连阴雨；冬季多西北风，干旱少雪。

1995年7月1日06时30分—14时25分，山东省济宁地区的9个县市区78个乡镇遭到历史上罕见的强冰雹袭击，冰雹最大直径70mm（汶上县），最小10mm（鱼台县）。

### 水文
河流：境内属淮河流域京杭大运河水系。内河主要有小汶河、泉河、小新河、因势由东北向西南注入京杭大运河，著名的京杭大运河经汶上西南边境12公里，大汶河流经北部边境15.3公里。

湿地：占地4360亩的莲花湖湿地。

湖泉：县境西南部有南旺、蜀山、马踏三湖、水岸相接，面积约65平方公里。明编《汶上县志》记载：“湖多鱼鳖荻蔬蒲，居人赖焉。夏秋之间，菱荷锦张，灿若晓霞，游者似睹江南之胜”。东北部较著名山泉11个，龙斗泉、薛家沟泉、老源头泉、鸡爪泉、赵家桥泉、泺当泉、马庄泉等。20世纪60年代里干涸。

总量平水年为3.8亿立方米，其中地表水0.9亿立方米，地下水2.9亿立方米，水资源可利用量3.2亿立方米，占总量的84%。

## 人口
| 项目/年份                             | 2000年 | 2005年 | 2011年 | 2012年 |
| ------------------------------------- | ------ | ------ | ------ | ------ |
| 汶上县年末总人口数统计 （单位：万人） | 72.6   | 73.6   | 78.0   | 77.9   |
| 汶上县年末单位从业人员数 （单位：人） | 33688  | 28078  | 26801  | 34841  |
| 汶上县乡村从业人员数 （单位：人）     | 342100 | 380682 | 423931 | 425069 |

根據第七次全国人口普查數據，截至2020年11月1日零時，汶上縣常住人口為687544人。
根据2022年汶上县政府在官网发布的文件《汶上县2022年国民经济和社会发展统计公报》数据，截止2022年汶上县常住人口为28.98万人，其中城镇人口38.75万人，乡村人口28.98万人。

## 经济
2012年，汶上县地区生产总值完成200亿元，
同2011年相比增长12%。
地方财政收入9亿元，同2011年相比增长26.8%。
城镇居民人均可支配收入19100元，同2011年相比增长17%。

2022年，汶上县地区生产总值266.94亿元，按可比价格计算，增长4.5%。分产业看，第一产业增加值43.67亿元、增长4.6%；第二产业增加值106.57亿元、增长4.6%；第三产业增加值116.7亿元、增长4.3%。

### 农业
2012年，汶上县新增高标准良田10万亩，芦花鸡、优质生猪存栏量分别达到50万只、100万头，农田林网、经济林分别达到56万亩、6.5万亩，规模以上农业龙头企业达到77家。

## 名人
Category: 汶上人

## 名胜古迹
- 宝相寺景区、莲花湖湿地公园、礼佛大道、汶上文庙、南旺分水龙王庙